# Baltimore-Klasse
Die Baltimore-Klasse war eine Klasse Schwerer Kreuzer der United States Navy aus den letzten Jahren des Zweiten Weltkrieges. Nach dem Ende des Krieges wurden die Kreuzer größtenteils in die Reserveflotte verlegt, aber während des Koreakriegs reaktiviert. Bis 1971 waren alle Schiffe des ursprünglichen Entwurfs außer Dienst gestellt.
Vier Einheiten der Klasse wurden allerdings bereits während der 1950er-Jahre zu den ersten Lenkwaffenkreuzern der Welt umgebaut und bildeten die Boston-Klasse und die Albany-Klasse. Diese blieben teilweise bis 1980 in Dienst.

## Geschichte

### Planung und Bau

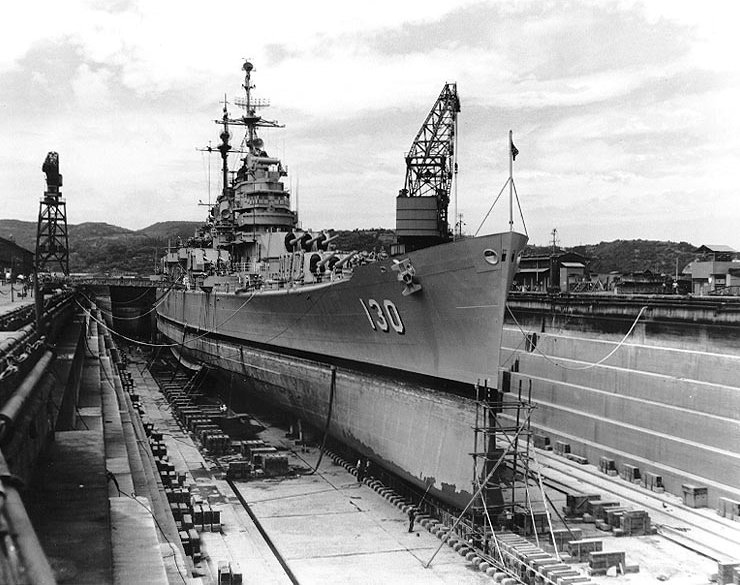
Die Bremerton im Trockendock

Direkt nach dem Ausbruch des Zweiten Weltkrieges in Europa im September 1939 wurden in der US Navy Studien über den Bau einer neuen Klasse von Schweren Kreuzern angestoßen, die letztlich zum Bau der Baltimore-Klasse führten. Mit dem Krieg wurden auch die ohnehin eher großzügig ausgelegten Beschränkungen der Zweiten Londoner Flottenkonferenz obsolet – diese hatte den Bau Schwerer Kreuzer völlig untersagt. Die Baltimore-Klasse wurde dann einerseits an die Wichita angelehnt, einen Schweren Kreuzer von 1937, der den Übergang vom Zwischenkriegs- zum Weltkriegsdesign darstellte, und andererseits an die zu der Zeit im Bau befindliche Cleveland-Klasse.
Der Bau der ersten vier Schiffe der Baltimore-Klasse wurde am 1. Juli 1940 in Auftrag gegeben, vier weitere wurden im Laufe des Jahres bestellt. Ein zweites Paket, das sechzehn zusätzliche Einheiten umfasste, wurde am 7. August 1942 bewilligt. Die Fertigstellung der Einheiten verzögerte sich jedoch, da die Navy dem Bau der Leichten Kreuzer der Cleveland-Klasse den Vorzug gab. Von diesen konnten in kürzerer Zeit mehr Einheiten für die Verwendung in Flugzeugträgerkampfgruppen gebaut werden. Als der Bau der ersten acht Baltimores aus diesem Grund recht schleppend lief, nutzte man in der Navy die Gelegenheit, den ersten Entwurf noch einmal zu überdenken und zu verbessern. Auch dieser neue, modifizierte Entwurf zögerte sich jedoch hinaus, so dass weitere sieben Einheiten nach ursprünglichem Design auf Kiel gelegt und fertiggestellt wurden. So wurden zwischen 1943 und 1946 vierzehn Einheiten der Baltimore-Klasse in den Dienst der US Navy gestellt, der Bau eines fünfzehnten Kreuzers der Klasse, der den Namen Norfolk tragen sollte, wurde zu Ende des Zweiten Weltkrieges nach acht Monaten Bauzeit gestoppt und der halb fertige Rumpf wieder verschrottet. Weitere neun Bestellungen wurden zu einem modifizierten Entwurf umgewandelt.
Größter Auftragnehmer für den Bau der Klasse war Bethlehem Steel, die auf dem Fore River Shipyard in Quincy, Massachusetts acht Einheiten fertigte. New York Shipbuilding in Camden, New Jersey baute vier Schiffe und die Philadelphia Naval Shipyard in Philadelphia, Pennsylvania stellte eine Einheit fertig, die zweite wurde nicht vollendet. Die Einheiten wurden nach Städten der Vereinigten Staaten benannt, einzige Ausnahme bildete die Canberra, die zu Ehren der versenkten HMAS Canberra nach der australischen Hauptstadt benannt wurde. Die Klassifikation lautete CA, eine Bezeichnung, die ursprünglich für armoured cruiser (Panzerkreuzer) stand, aber später auch für die heavy cruiser, also die Schweren Kreuzer, verwendet wurde.

### Modifikationen

#### Weiterentwicklungen
Der Rumpf der Baltimore-Klasse wurde für die Entwicklung mehrerer anderer Klassen verwendet. Die Kreuzer der Oregon-City-Klasse unterschieden sich nur unwesentlich von den Baltimores. Diese bestand aus den ursprünglich als Einheiten der Baltimore-Klasse geplanten, dann aber als modifizierter Entwurf auf Kiel gelegten Kreuzern. Von den neun geplanten Einheiten wurden allerdings nur drei fertiggestellt. Der Rumpf der Oregon-City-Klasse war mit dem der Baltimores praktisch identisch. Die Hauptunterschiede der beiden Schiffsklassen waren die Reduzierung auf nur einen Schornstein und eine Veränderung der Aufbauten, vorwiegend um die Topplastigkeit zu verringern. Einen nochmals vergrößerten Entwurf stellte die Des-Moines-Klasse dar. Während das grundsätzliche Deckslayout nicht verändert wurde, trugen die drei Kreuzer dieser Klasse die ersten vollautomatischen Großkalibergeschütze auf Kriegsschiffen überhaupt. Keines dieser Schiffe kam aber rechtzeitig zur Flotte, um noch in den Zweiten Weltkrieg einzugreifen.
Aus dem Entwurf des Baltimore-Rumpfes wurde außerdem das Design für den Bau der beiden Leichten Flugzeugträger der Saipan-Klasse entwickelt. So wurde zum Beispiel die Anordnung der Maschinen übernommen. Allerdings waren diese Rümpfe gegenüber denen der Baltimore-Klasse verbreitert worden. Diese Schiffe wurden 1947/48 fertiggestellt. Da sie aber bereits Mitte der 1950er-Jahre für die Flugzeuge des Jet-Zeitalters zu klein waren, wurden sie für andere Aufgaben umgebaut und als Nachrichtenverbindungsschiff bzw. Hauptquartiersschiff verwendet.

#### Umbauten (Boston- undAlbany-Klasse)

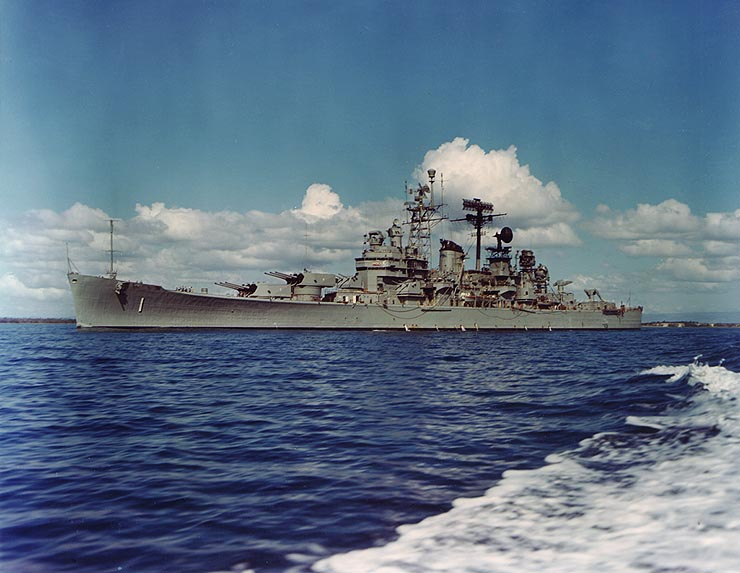
Die Boston als Typschiff der Umbauten der Boston-Klasse

Bereits Ende der 1940er-Jahre plante die Navy, Kriegsschiffe mit Raketen auszustatten. 1946 wurde das ehemalige Schlachtschiff Mississippi und 1948 der ehemalige Seeflugzeugtender Norton Sound zu Versuchsschiffen für diesen Zweck umgerüstet. Beide erhielten unter anderem die RIM-2 Terrier, wie sie ab 1952 beim Umbau erster Serienschiffe verwendet wurde. Hierfür wurden zwei Baltimore-Kreuzer (Boston und Canberra) umgerüstet. Diese Schiffe waren somit die weltweit ersten Lenkwaffenkreuzer. Die beiden Schiffe der neuen Boston-Klasse wurden 1955 respektive 1956 wieder in Dienst gestellt und als CAG klassifiziert. Das in der Bezeichnung neu hinzugekommene G stand für guided missile oder Lenkflugkörper, die Beibehaltung des A kennzeichnete die Tatsache, dass die Kreuzer ihre schweren Buggeschütze behielten.

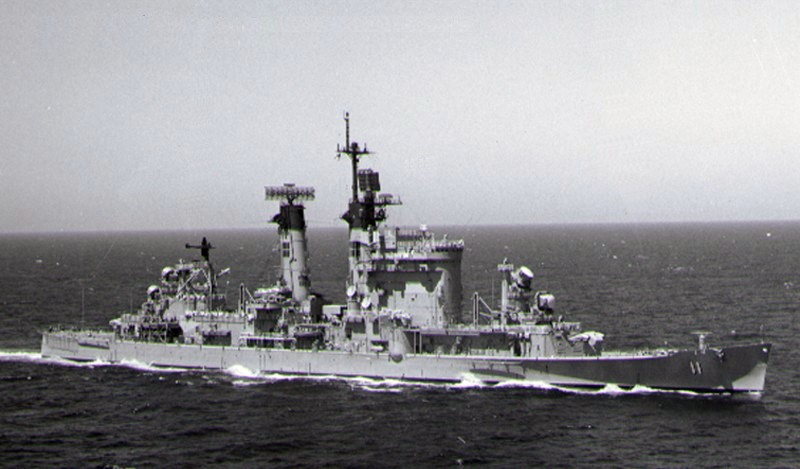
Die Chicago, umgebaut zur Albany-Klasse

In den folgenden Jahren wurden noch sechs Leichte Kreuzer der Cleveland-Klasse mit Lenkwaffen ausgerüstet. Mit der Long Beach wurde 1957 dann der erste Lenkwaffenkreuzer-Neubau auf Kiel gelegt. Trotzdem wurden weitere Schiffe konvertiert, so ab 1958 zwei Baltimore-Kreuzer (Columbus und Chicago) sowie eine Einheit der Oregon-City-Klasse (Albany), die zur neuen Albany-Klasse von Lenkwaffenkreuzern zusammengefasst wurden. Diese kamen 1962 bis 1964 zur Flotte. Zwei weitere (Rochester der Oregon-City-Klasse und Bremerton der Baltimore-Klasse) Umbauten sollten folgen, jedoch wurde die Konvertierung aus finanziellen Gründen nicht mehr durchgeführt. Im Gegensatz zu den Kreuzern der Boston-Klasse wurde bei der Albany-Klasse ein Totalumbau vorgenommen; das heißt, es wurden sowohl sämtliche Waffensysteme als auch die kompletten Aufbauten entfernt und durch neue ersetzt. Dies erklärt auch die hohen Umbau-Kosten von 175 Mio. US-Dollar pro Einheit. Da hier keine großkalibrigen Waffen an Bord blieben, wurde als Klassifizierung CG genutzt.

### Dienstzeit

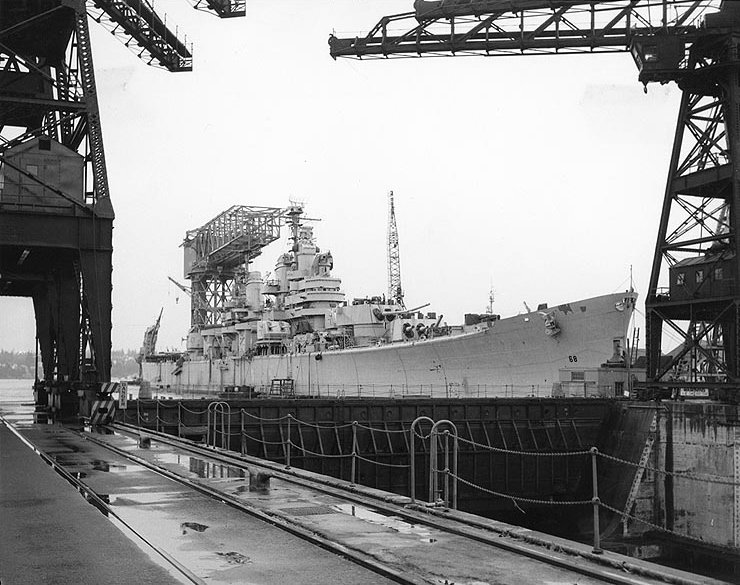
Die Baltimore während ihrer Reaktivierung, 1951

Von den vierzehn fertiggestellten Einheiten kamen zwölf noch vor Japans Kapitulation am 2. September 1945 zur Flotte. Allerdings nahmen nur sieben Schiffe dieser Klasse an Schlachten des Pazifikkrieges teil, die Quincy fuhr als einziger Baltimore-Kreuzer auch in europäischen Gewässern. Die restlichen Einheiten absolvierten während der letzten Tage des Krieges noch Erprobungsfahrten. Bis 1947 waren zehn Einheiten außer Dienst gestellt und der Reserveflotte zugeteilt worden, vier blieben über das Ende des Krieges hinaus in Dienst. Anfang der 1950er-Jahre jedoch wurden sechs Einheiten reaktiviert. Damit blieben vier Einheiten außer Dienst: Die Fall River wurde nie wieder aktiviert, die Boston und die Canberra wurden umgebaut und als Boston-Klasse weitergeführt. Die Chicago wurde erst 1958 anlässlich des Umbaus zum Albany-Kreuzer reaktiviert. Damit waren während des Koreakriegs zehn Baltimores einsatzbereit. Sechs dieser Schiffe führten dort Geleitschutzoperationen und Küstenbeschießungen durch, die anderen verstärkten die Flotte, unter anderem in europäischen Gewässern.
Nach dem Koreakrieg wurden ab 1954 die restlichen unmodifizierten Kreuzer endgültig außer Dienst gestellt. 1963 befand sich nur noch die Saint Paul in Dienst, die als einzige der nicht umgebauten Einheiten noch im Vietnamkrieg zum Einsatz kam und erst 1971 deaktiviert wurde.
Boston und Canberra nahmen am Vietnamkrieg teil und wurden 1970 außer Dienst gestellt. Da ihre Lenkwaffen zu diesem Zeitpunkt schon veraltet waren, fuhren beide bereits seit 1968 wieder als CA. Die Lenkwaffen waren entfernt und die Starter der Raketen damit ohne Funktion. Von der Albany-Klasse fuhr nur die Chicago vor Vietnam, die anderen beiden Einheiten waren im Atlantik stationiert. Albany und Chicago blieben bis 1980 aktiv, Columbus bis 1975.
Alle vierzehn Einheiten der Baltimore-Klasse wurden nach ihrer Außerdienststellung an Abwrackunternehmen verkauft und abgewrackt, die Chicago als letzte im Jahr 1991.

### Einheiten
| Kennnummer   | Name        | In Dienst         | Außer Dienst      | Verbleib/Schicksal |
| ------------ | ----------- | ----------------- | ----------------- | ------------------ |
| CA-68        | Baltimore   | 15. April 1943    | 31. Mai 1956      | verschrottet       |
| CA-69/CAG-1  | Boston      | 30. Juni 1943     | 5. Mai 1970       | verschrottet       |
| CA-70/CAG-2  | Canberra    | 14. Oktober 1943  | 16. Februar 1970  | verschrottet       |
| CA-71        | Quincy      | 15. Dezember 1943 | 2. Juli 1954      | verschrottet       |
| CA-72        | Pittsburgh  | 10. Oktober 1944  | 28. August 1958   | verschrottet       |
| CA-73        | Saint Paul  | 17. Februar 1945  | 5. Mai 1971       | verschrottet       |
| CA-74/CG-12  | Columbus    | 8. Juni 1945      | 31. Januar 1975   | verschrottet       |
| CA-75        | Helena      | 4. September 1945 | 29. Juni 1963     | verschrottet       |
| CA-130       | Bremerton   | 29. April 1945    | 29. Juli 1960     | verschrottet       |
| CA-131       | Fall River  | 1. Juli 1945      | 31. Oktober 1947  | verschrottet       |
| CA-132       | Macon       | 26. August 1945   | 10. März 1961     | verschrottet       |
| CA-133       | Toledo      | 27. Oktober 1946  | 21. Mai 1960      | verschrottet       |
| CA-135       | Los Angeles | 22. Juli 1945     | 15. November 1963 | verschrottet       |
| CA-136/CG-11 | Chicago     | 10. Januar 1945   | 1. März 1980      | verschrottet       |

### Beschädigungen

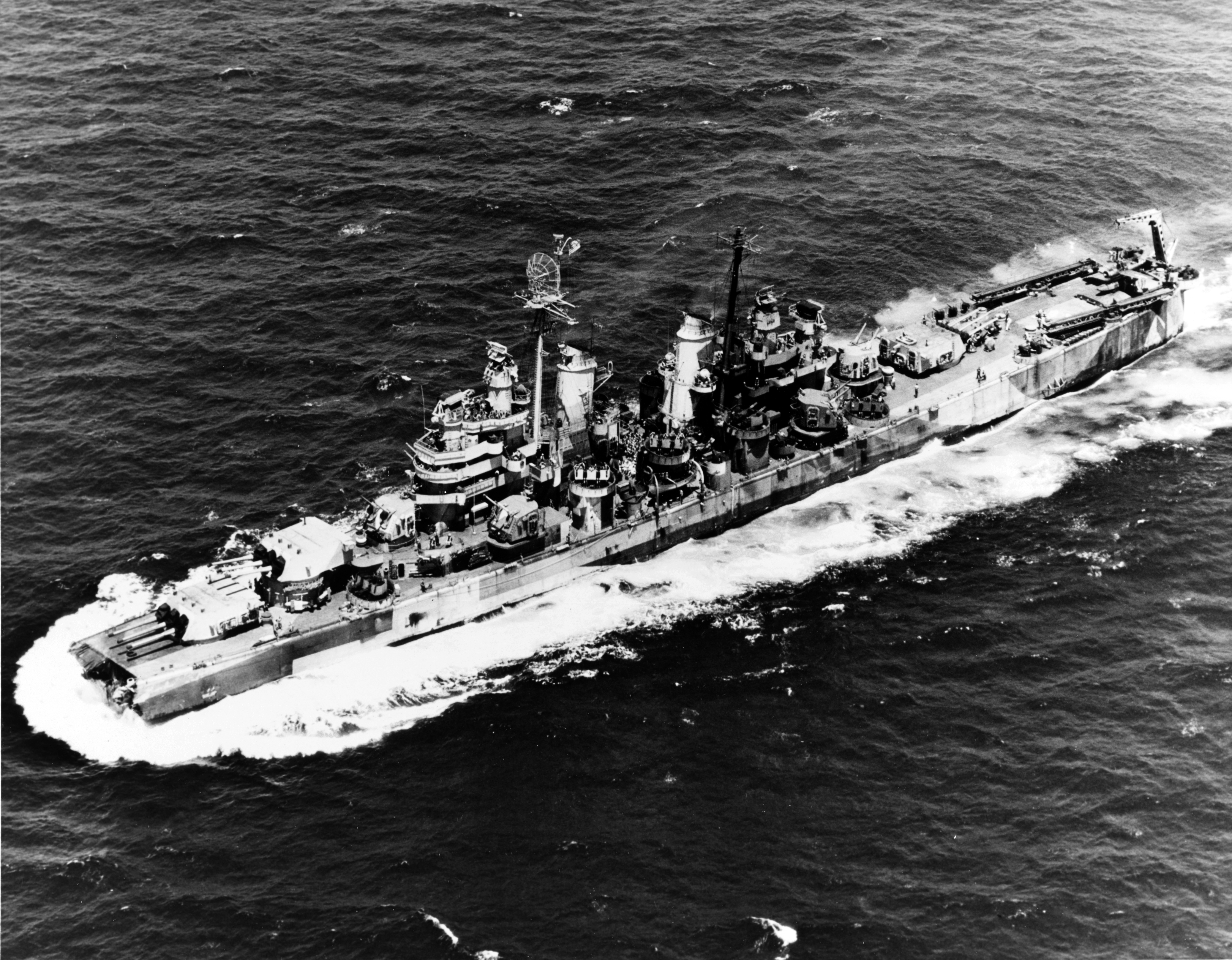
Die Pittsburgh mit abgerissenem Bug

Im Weltkrieg wurde lediglich die Canberra durch Feindfeuer beschädigt, am 13. Oktober 1944 musste sie einen Lufttorpedotreffer hinnehmen, der im Maschinenraum 23 Menschen das Leben kostete. Ein Jahr später wurde die Reparatur in der Boston Naval Shipyard beendet und das Schiff der Atlantikflotte zugeteilt. Der Pittsburgh wurde im Juni 1945 in einem Taifun ihre gesamte Bugpartie weggerissen, Opfer waren nicht zu beklagen. Nachdem sich das Schiff durch 70-Knoten-Winde nach Guam gekämpft hatte und dort notdürftig repariert werden konnte, wurde schließlich in der Puget Sound Naval Shipyard eine vollständige Wiederherstellung vorgenommen.
Im Koreakrieg kostete ein Feuer im vorderen Geschützturm am 12. April 1952 30 Männer der Saint Paul das Leben. 1953 wurde dasselbe Schiff durch eine Küstenbatterie getroffen, aber niemand verletzt. Ebenso erging es der Helena 1951 und der Los Angeles 1953.
Die Boston wurde im Juni 1968 Opfer von friendly fire, als sie und ihre Begleitung, der australische Zerstörer HMAS Hobart, von Flugzeugen der United States Air Force für feindliche Ziele gehalten und mit AIM-7 Sparrows angegriffen wurden. Nur die Hobart wurde aber ernsthaft beschädigt – der Gefechtskopf einer Rakete, welche die Boston getroffen hatte, detonierte nicht.

## Technik

### Schiffsmaße

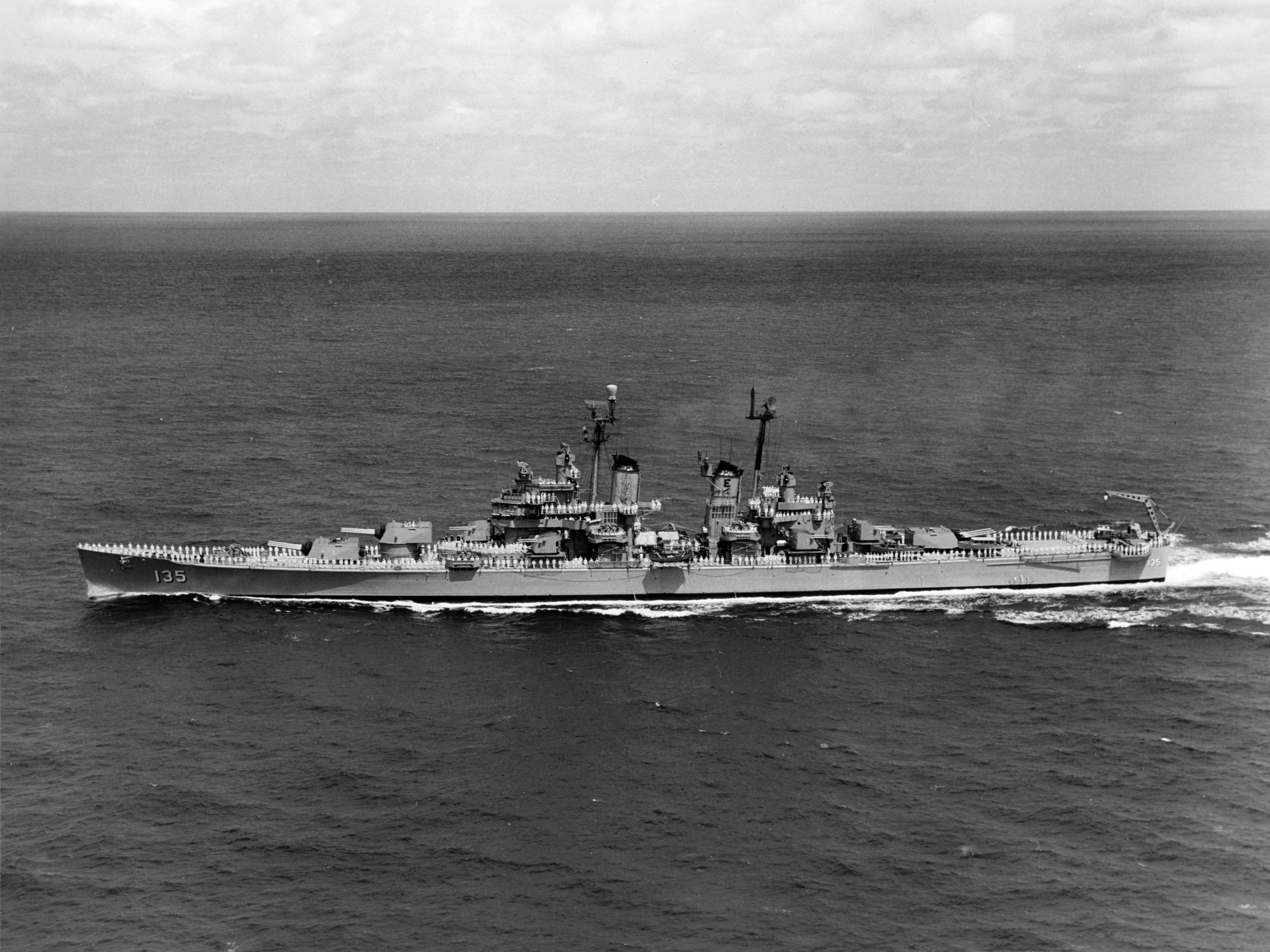
Seitliche Ansicht der Los Angeles (Baltimore-Klasse)

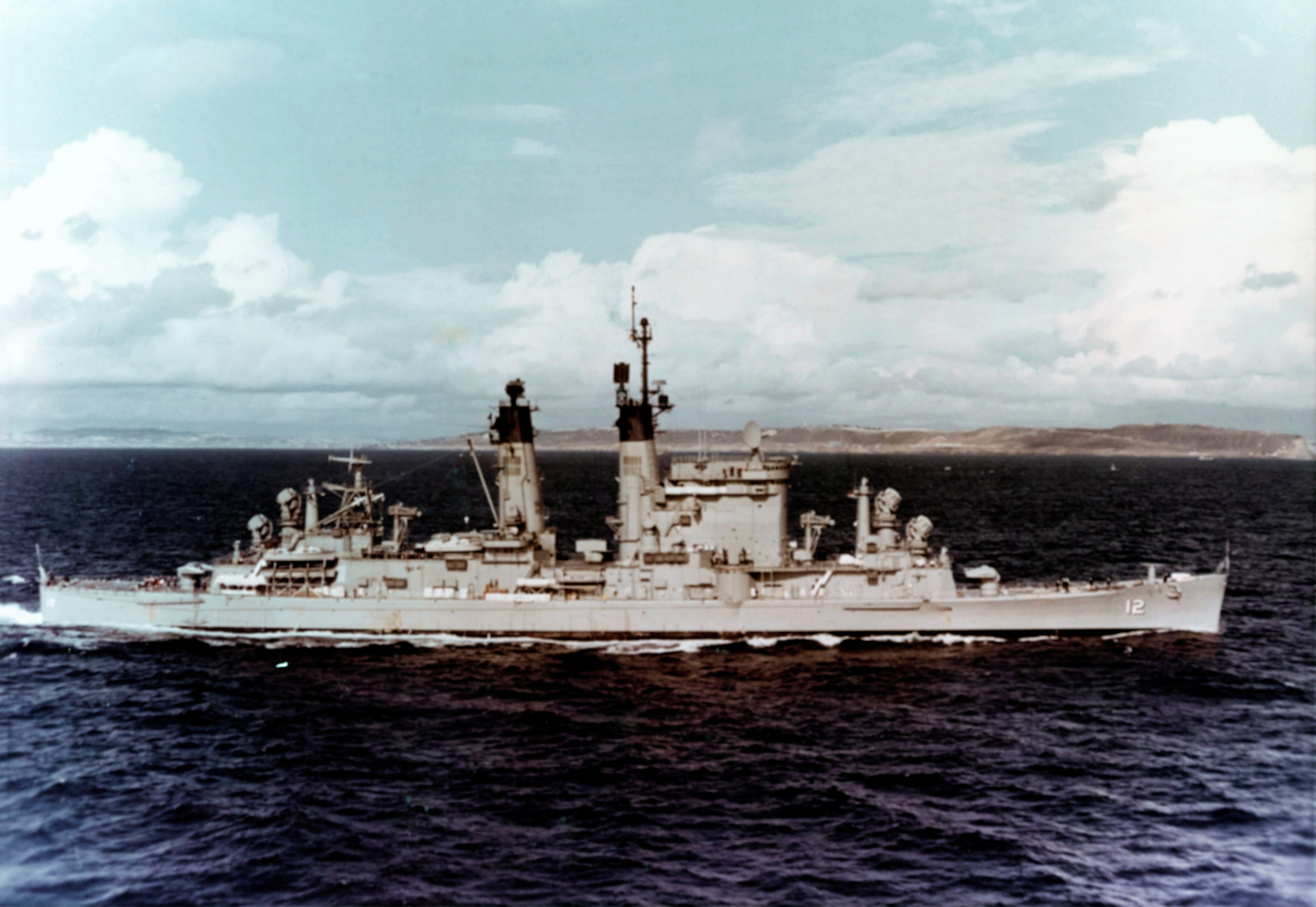
Im Gegensatz dazu hier gut zu erkennen die hohe Brücke der Columbus (Albany-Klasse)

Die Schiffe hatten eine Gesamtlänge von 205 m eine Kielwasserlinie von 202 m und eine Breite von 21 m. Die Schiffe hatten einen Tiefgang von 7,30 und die Verdrängung lag zwischen 14.472 tn.l. und 17.000 tn.l.
Am Bug lag die Oberkante des Rumpfes 10,1 Meter über der Wasseroberfläche, am Heck 7,6 Meter. Die Schornsteine waren 26,2 Meter hoch, auf den Masten befand sich mit 34,2 Metern die höchste Stelle. Die Aufbauten belegten mittschiffs rund ein Drittel der Länge, sie waren in zwei Deckshäuser aufgeteilt. Jeweils der Lücke zwischen diesen zugewandt befanden sich zwei dünne Schornsteine, weiter zu Bug respektive Heck zwei Pfahlmasten zur Aufnahme der Ortungselektronik.

### Antrieb
Die Schiffe der Baltimore -Klasse waren mit vier Dampfturbinen ausgestattet, die jeweils eine Welle antrieben und insgesamt 120.000 Shp (88.260 kW) entwickelten, mit der sie eine Höchstgeschwindigkeit von 33 Knoten (61 km/h) erreichte. Der Dampf wurde von vier Babcock- und Wilcox-Wasserrohrkesseln geliefert. Die Schiffe konnten maximal 2.250 tn.l. Heizöl mitführen, was ihnen bei 15 Knoten (27 km/h) eine Reichweite von 10.000 Seemeilen (18.500 km) ermöglichte.

### Bewaffnung

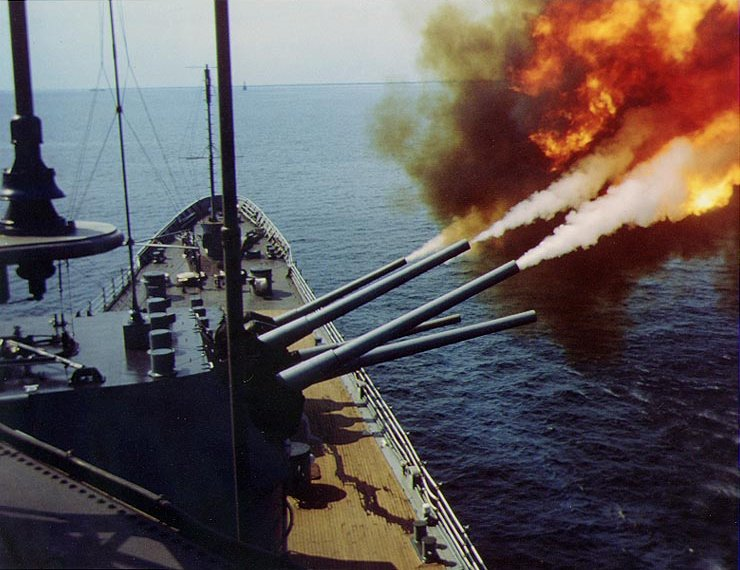
Salve der beiden vorderen Türme der Saint Paul während eines Feuerunterstützungseinsatzes im Vietnamkrieg

Die Hauptbewaffnung der Schiffe der Baltimore-Klasse bestand aus drei Geschütztürmen zu je drei Rohren mit dem Kaliber 203 mm und der Kaliberlänge 55. Von diesen befanden sich zwei am Bug, das dritte am Heck. Die Reichweite dieser Geschütze lag bei 27,8 Kilometern. Sekundärbewaffnung waren sechs Zwillingstürme Kaliber 127 mm, Kaliberlänge 38, zwei davon an jeder Seite der Aufbauten, die restlichen beiden jeweils hinter den Hauptbatterien. Diese Geschütze konnten sowohl zur Bekämpfung feindlicher Schiffe und Flugzeuge wie auch zum Küstenbeschuss eingesetzt werden. Ihre Reichweite für den Beschuss von Oberflächenzielen lag bei 16 Kilometern, außerdem konnten Flugzeuge in Höhen bis zu 9,8 Kilometern noch von den Geschossen erreicht werden. Zusätzlich besaßen die Einheiten eine sehr starke reine Flugabwehrbewaffnung, bestehend aus zwölf 40-mm-Vierlingsflak von Bofors (oder elf Vierlinge und zwei Zwillinge bei den Schiffen, die achtern nur einen Flugzeugkran hatten) und, je nach Schiff und Indienststellungszeitpunkt, 20 bis 28 20-mm-Maschinenkanonen. Die kleinkalibrigen Waffen wurden allerdings bald entfernt; die 20-mm-Flak bereits ersatzlos kurz nach dem Krieg, da sie zu ineffektiv gegen die japanischen Flugzeuge gewesen waren, während die 40-mm-Bofors im Laufe der 1950er-Jahre durch bis zu 20 76-mm-Fla-Geschütze ersetzt wurden.
Vier Einheiten (Toledo, Helena, Macon und Los Angeles) wurden zwischen 1956 und 1958 außerdem mit drei Marschflugkörpern vom Typ SSM-N-8A Regulus bestückt. Letztlich allerdings blieb die Stationierung solcher nuklear bestückter Raketen auf Überwasserschiffen ein Versuch, der nur bis in die 1960er hinein unternommen wurde. Die nachfolgende UGM-27 Polaris wurde nur noch von Atom-U-Booten getragen.

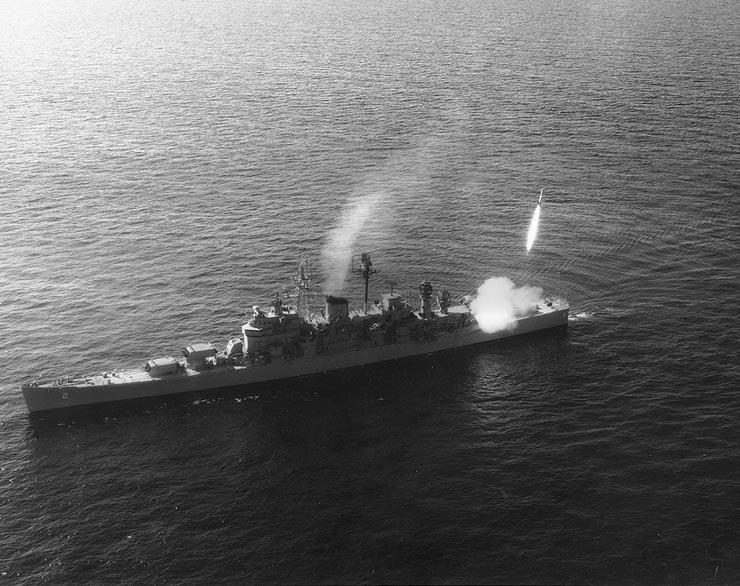
Die Canberra nach dem Umbau mit Terrier-Startanlage achtern und Geschütztürmen vorn

Bei den Lenkwaffenkreuzern der Boston-Klasse wurde die Bewaffnung auf dem Vorschiff im ursprünglichen Zustand belassen. Die beiden Einheiten behielten also zwei 203-mm-Türme und fünf der 127-mm-Batterien. Als Flak wurden zu Beginn 1955 zwölf, kurze Zeit später noch acht 76-mm-Kanonen verwendet.

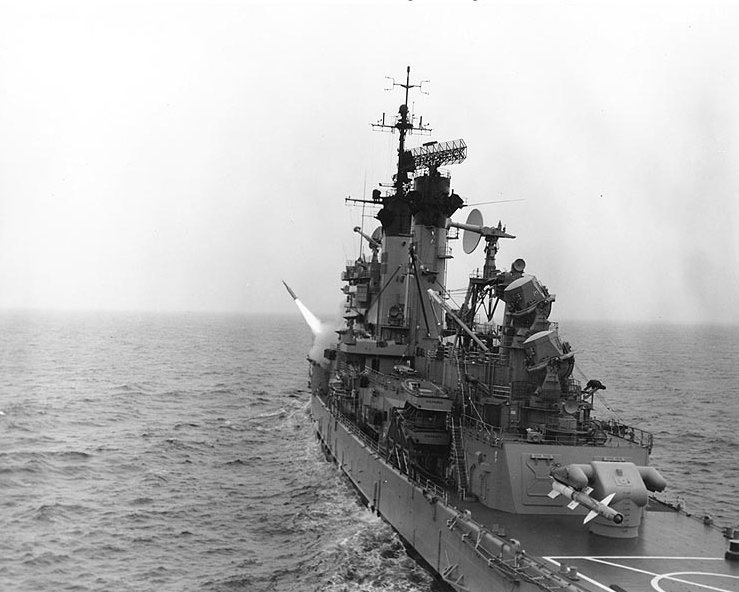
Die USS Columbus feuert eine Tartar aus einem seitlichen Starter. Am Heck eine Talos im Doppelarmstarter

Das eigentliche Herzstück der neuen Bewaffnung waren allerdings zwei Doppelarmstarter für Mittelstreckenluftabwehrraketen vom Typ RIM-2 Terrier auf dem Achterschiff. Die Reichweite dieser Rakete lag zu Beginn bei rund 10 Seemeilen (18 Kilometer), spätere Versionen hatten die doppelte Reichweite. Unter den Startern wurden zwei langgestreckte Magazine für die Flugkörper installiert, in denen zusammen 144 Terrier gelagert werden konnten. Da die Terrier – die erste seegestützten Fla-Lenkwaffe der US Navy überhaupt – recht schnell von neueren Modellen des Typs Standard Missile 1 obsolet gemacht wurde, wurden die Anlagen auf beiden Schiffen 1968 deaktiviert, die Starter aber an Bord belassen.
Die Totalumbauten der Albany-Klasse sollten ursprünglich gar keine Rohrwaffen mehr erhalten und nur noch mit Lenkraketen bewaffnet werden. Erst nach einer Intervention des damaligen US-Präsidenten John F. Kennedy wurden, wie vorher schon auf dem Atomkreuzer Long Beach, mittschiffs zwei 127-mm-Einzelkanonen installiert. Am Bug sowie achtern wurde je ein Doppelarmstarter für die Langstrecken-Fla-Lenkwaffe RIM-8 Talos mit einer Reichweite von bis zu 50 Seemeilen (über 90 Kilometer) und Magazinkapazität von insgesamt 104 Raketen geschaffen. Seitlich der Aufbauten wurden außerdem zwei Doppelarmstarter für die Kurzstreckenrakete RIM-24 Tartar (Reichweite 7,5 Seemeilen oder 14 Kilometer, später verbessert auf bis zu 17,5 Meilen oder über 30 Kilometer) aufgestellt; die Nachladekapazität betrug hier 84 Raketen. Mittschiffs wurde zur U-Boot-Abwehr ein Achtfachstarter für Raketentorpedos vom Typ RUR-5 ASROC aufgestellt, außerdem zwei Dreifachtorpedowerfer für Mark-46-Leichtgewichtstorpedos.

### Panzerung
Die Seitenpanzerung betrug vertikal 152 mm und die Deckspanzerung horizontal bis zu 76 mm. Die Geschütztürme waren ebenfalls zwischen 76 und 152 mm stark gepanzert, der Kommandoturm besaß mit 203 mm die stärkste Panzerung.
Die Schiffe der Boston-Klasse lagen rund einen halben Meter tiefer im Wasser und verdrängten rund 500 ts mehr als ihre ehemaligen Schwesterschiffe. Da die Boston-Klasse nur ein Teilumbau war, blieb das vordere Drittel im Wesentlichen unangetastet. Erste deutliche Veränderung war die Zusammenfassung der ehemals zwei Schornsteine zu einem einzelnen dicken, der in der vorher existenten Lücke zwischen den Deckshäusern platziert wurde. Da die Lenkwaffen mehr Leitelektronik benötigten, wurde außerdem der vordere Pfahlmast durch einen Vierbein-Gittermast mit vergrößerter Plattform ersetzt. Die auffälligste Veränderung war aber die Installation der Lenkwaffenstarter und der dazugehörigen Magazine, die das gesamte achterliche Drittel der Schiffe einnahmen und die dortigen Geschütze verdrängten.
Die drei Albanys wurden bis auf Decksebene herunter abgebrochen und komplett neu aufgebaut, weshalb sie ihren ehemaligen Schwestern nach dem Umbau nicht im Entferntesten ähnelten. So ging das Deckshaus nun über zwei Drittel der Schiffslänge und war fast durchgängig zwei Decks hoch. Darüber lag die kastenförmige Kommandobrücke, die ein markantes Merkmal dieser Schiffe wurde. Die je zwei Masten und Schornsteine wurden zu so genannten „Macks“ verbunden, wie sie erstmals auf den Schiffen der Leahy-Klasse verwendet wurden. Dabei waren die Plattformen für die Elektronik oben an den Schornsteinen statt wie auf herkömmlichen Masten auf Deck befestigt. Der höchste Punkt auf dem vorderen Mack lag mehr als 40 Meter über der Wasseroberfläche. Solche Höhen konnten nur durch den Einsatz von Aluminiumlegierungen erreicht werden, die beim Bau der Albanys für die Aufbauten in hohem Maße eingesetzt wurden. Trotzdem stieg die Verdrängung der Einheiten auf über 18.000 ts bei voller Zuladung.

### Elektronik

#### Ortungselektronik

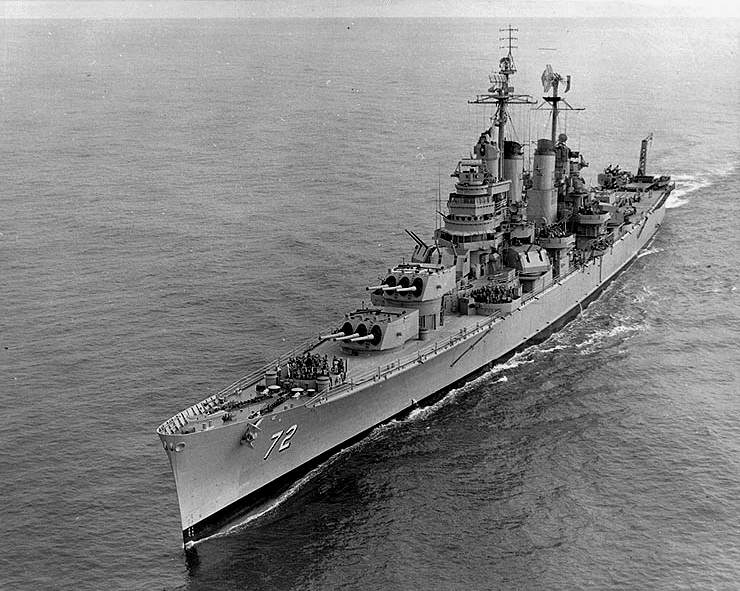
Die Pittsburgh 1955 mit SPS-8 auf dem achteren, SPS-6 auf dem vorderen Mast. Davor die für die vorderen Geschütze zuständigen Feuerleitgeräte Mk. 34 und Mk. 37

Zu Beginn besaßen die Kreuzer der Baltimore-Klasse Radare vom Typ SG für Oberflächen- und SK für Luftziele. Die Reichweite für Bodenziele lag, je nach Größe des Ziels, zwischen 15 und 22 Seemeilen (28 und 40 Kilometer), das SK konnte Bomber in mittleren Höhen auf etwa 100 Meilen oder 180 Kilometer orten. Zum Koreakrieg wurden dann leistungsfähigere Radare nachgerüstet, diese waren vom Typ SPS-6 (von Westinghouse) oder später SPS-12 (von der Radio Corporation of America) als 2D-Radar und dazugehörig SPS-8 als Höhenfinder. Mit diesen Radaren wurde die Ortungsreichweite gegen Bomber auf bis zu 145 Meilen gesteigert. Länger aktive Schiffe erhielten in ihren letzten Jahren als Luftüberwachungsradar SPS-37 (ebenfalls von Westinghouse) für SPS-6 beziehungsweise SPS-12, als Oberflächensuchradar ein SPS-10 von Raytheon. Damit konnte eine Ortungsreichweite von über 400 Kilometern gegenüber Flugzeugen erreicht werden.
Die modifizierten Einheiten erhielten ein weit vielfältigeres Paket an Radaranlagen. Auf Boston und Canberra wurden neben einem CXRX-Radar (ein modifiziertes SPS-8, das nie in Serienproduktion ging) auch ein SPS-30-Höhenfinder hinzugefügt. In den 1960er-Jahren wurden auch hier SPS-6 und SPS-8 durch SPS-37 ersetzt. Die Albanys erhielten – einhergehend mit dem kompletten Neubau der Aufbauten – auch ein komplett neues Elektronikpaket. Dies bestand Anfang der 1960er-Jahre aus einem rund 145 Meilen weit wirkenden SPS-39, einem echten 3D-Radar von Hughes und einem SPS-43, ein Luftüberwachungsradar von Hughes/Westinghouse mit einer Reichweite von über 200 Meilen. Als Höhenfinder wurden zwei SPS-30 eingesetzt und als Oberflächensuchradar wiederum SPS-10. SPS-39 wurde bald durch das modernere SPS-52 (ebenfalls von Hughes) ersetzt. Hiermit konnten kleine Flugzeuge auf 60 Meilen, große auf 245 Meilen geordert werden. Mit dieser Ausstattung wurden die Schiffe letztlich deaktiviert.

#### Feuerleitelektronik

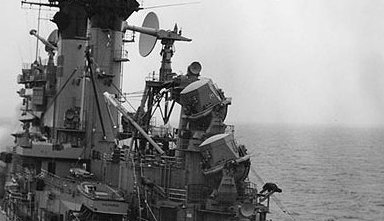
Dieser Ausschnitt des obigen Fotos der Columbus zeigt die Radarbeleuchter SPG-51, SPW-2 und SPG-49

Die Kreuzer der Baltimore-Klasse besaßen von Beginn an elektronische Feuerleitgeräte (FLG) zur Bestimmung der Geschützparameter, womit auch Ziele hinter dem Horizont angegriffen werden konnten. Die Hauptartillerie wurde von zwei FLG Mark 34, gekoppelt mit einem Flugleitradar Mk. 8, gesteuert, die Flak erhielt ihre Zieldaten von zwei FLG Mk. 37 mit Mk.-4-Radar. Später wurden analog zu den Hauptradaren die Feuerleitradare modernisiert. Die Feuerleitgeräte blieben dabei gleich, wurden bei Zugang der 76-mm-Flak aber durch vier Mk. 56 mit Radar Mk. 35 verstärkt.
Die mit Lenkwaffen ausgerüsteten Einheiten der Boston-Klasse behielten je ein nach vorn gerichtetes Mk. 34 und ein Mk. 37 für die Rohrwaffen, die achterlichen FLG dieser Typen wurden zu Gunsten von Leitgeräten für die Lenkwaffen Terrier entfernt. Hierfür wurde eine Feuerleitanlage (FLA) Mk. 71 eingesetzt, gepaart mit zwei Leitradaren Mk. 25, später ersetzt durch SPQ-5. Die Flak wurden durch sechs Mk. 56 gesteuert. Die Schiffe der Albany-Klasse erhielten zwei FLA Mk. 77 für die Talos-Lenkwaffen, die mit je zwei Radarbeleuchtern der Typen SPG-49 und SPW-2 kombiniert wurden, und zwei FLA Mk. 74 für die Tartar, assoziiert mit Radarbeleuchtern SPG-51. Für die Flak waren zwei Mk. 56 an Bord.

#### Sonstige Elektronik
Die Albany-Klasse bekam mit dem Umbau auch eine Sonaranlage vom Typ SQS-23, deren Herzstück ein im Durchmesser 20 Fuß (6,1 Meter) großer Wandler war. Die Anlage wurde im Bug der Schiffe untergebracht.

### Bordflugzeuge

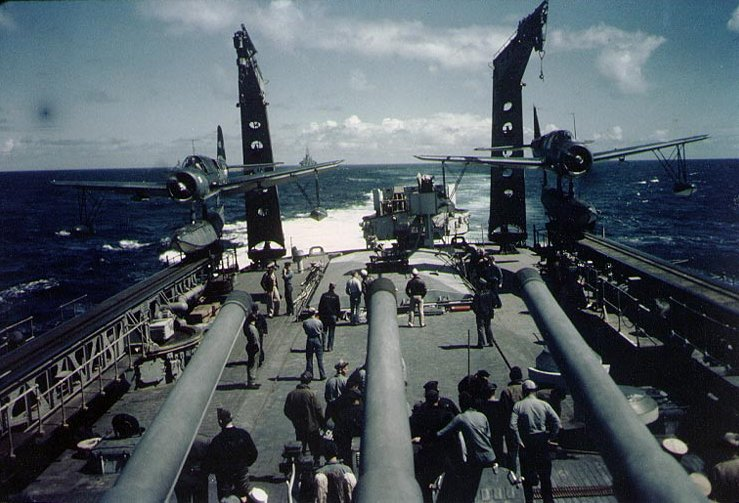
Zwei Kingfisher 1944 auf ihren Katapulten an Bord der Quincy

Die Bordfluganlagen auf den Kreuzern der Baltimore-Klasse bestanden während des Zweiten Weltkrieges aus zwei auf den seitlichen Kanten des Achterdecks montierten Flugzeugkatapulten, zwischen denen sich ein nach vorn verschiebbarer Lukendeckel befand, der das Dach des darunterliegenden Unterdeckshangars war. Die ersten vier Einheiten der Klasse hatten je zwei Flugzeugkräne, die restlichen nur noch einen am Heck.
Von den Katapulten konnte bei voller Fahrt je ein Flugzeug vom Typ Vought OS2U Kingfisher, später auch Curtiss SC-1 Seahawk gestartet werden, das sowohl zur Aufklärung als auch zur U-Jagd und Seenotrettung Verwendung fanden. Die Maschinen waren Wasserflugzeuge, nach einem Einsatz wasserten sie also nahe der Kreuzer und konnten durch bei den ersten vier Einheiten zwei – später nur noch einen – Kran geborgen und wieder auf ihr Katapult gehoben werden. Anfang der 1950er Jahre wurden die Katapulte und damit auch die Fähigkeit zum Flugzeugstart entfernt, die Kräne blieben erhalten.
Auf der Macon wurde bereits 1948 statt der Katapulte eine leicht erhöhte Landeplattform für Helikopter installiert. Da dadurch jedoch der Bestreichungswinkel des achterlichen Geschützes stark eingeengt wurde, wurde dieser Versuch recht schnell wieder beendet und eine solche Plattform auch später auf keinem Schwesterschiff mehr verwendet. Auf den Einheiten der Albany-Klasse wurde achtern des letzten Lenkwaffenstarters wieder ein Platz für Helikopterlandungen und VERTREP (vertical replenishment, also die Versorgung durch schwebende Helikopter) geschaffen, diesmal allerdings direkt auf dem Deck, nicht auf einer Plattform.

## Besatzung

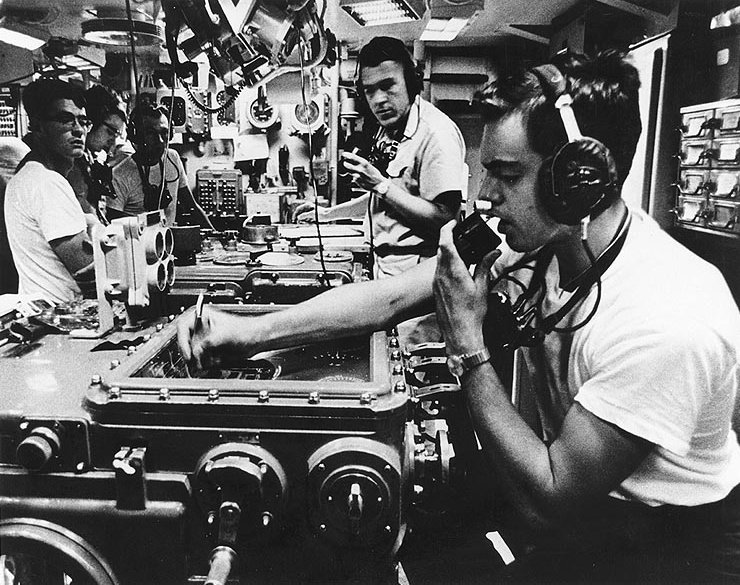
Crew der Canberra beim Plotten von Zieldaten für die Geschütze

Die Besatzungszahl der Schiffe variierte je nach Zeit und taktischer Situation, aber auch je nach Quelle unterscheiden sich die Zahlen. So waren zu Kriegszeiten mehr Seeleute auf den Schiffen. Außerdem wurden einige Kreuzer, unter anderem alle drei Albanys, während eines Umbaus als Flaggschiff ausgerüstet, sie besaßen also besondere Räume für einen Admiral und dessen Stab.
Die Besatzungszahlen der Einheiten, wie sie vom Stapel liefen, also während und kurz nach dem Zweiten Weltkrieg, lagen zu Friedenszeiten bei rund 60 Offizieren und über 1000 Mannschaften. Wenn im Krieg ein Stab an Bord war, konnten diese Zahlen auf bis zu 80 Offiziere und mehr als 1500 Mannschaften ansteigen. Auf den Bostons waren 80 Offiziere und mehr als 1650 Mannschaften auch im Frieden und ohne Stab die Standardbesatzung. Da die fast reine Lenkwaffenausstattung der Albanys weniger Bedienungspersonal benötigte, sank die Besatzungszahl im Frieden auf 60 Offiziere und unter 1000 Mannschaften, mit Stab befanden sich im Schnitt 85 Offiziere und 1120 Mannschaften auf einem Schiff.
Andere Quellen geben aber wesentlich höhere Zahlen an. So verzeichnet das Naval Vessel Register für die Albany über 100 Offiziere und 1400 Mannschaften. Verglichen mit heutigen Kreuzern sind diese Besatzungszahlen außerordentlich hoch. So benötigen die etwas kleineren, aktuell in Dienst stehenden Kreuzer der Ticonderoga-Klasse nur noch rund 400 Mann, ein Zeichen für die fortschreitende Automatisierung und Computerisierung auf Kriegsschiffen, wie sie etwa im Smart Ship Project vorangetrieben wird.
Die Quartiere für die Besatzungsmitglieder auf den Baltimores und Lenkwaffen-Umbauten befanden sich hauptsächlich unter Deck, in den Aufbauten wurden Kommando- und Kontrollräume eingerichtet, außerdem unter Umständen auch die Stabsräumlichkeiten.

## Einsatzprofil
Schnelle, mit Artillerie bewaffnete Schiffe wie die der Baltimore-Klasse wurden von der US Navy im Zweiten Weltkrieg hauptsächlich zum Schutz der schnellen Flugzeugträger in Trägerkampfgruppen eingesetzt. Auf Grund ihrer starken Flugabwehrbewaffnung konnte die Baltimore-Klasse insbesondere zur Luftabwehr der Kampfgruppen beitragen. Außerdem wurde die 20,3-cm-Hauptartillerie und auch die Mittelartillerie der Schiffe regelmäßig zum Landzielbeschuss zur Unterstützung von amphibischen Landungen verwendet.
Für Gefechte gegen japanische Kreuzer und Zerstörer sah die US Navy Schwere Kreuzer auf Grund der geringen Kadenz der Hauptbewaffnung als weniger geeignet an. Deshalb wurden die Schiffe im Gegensatz zu den Leichten Kreuzern nicht im Südwestpazifik eingesetzt.
Nach dem Umbau zu Lenkwaffenkreuzern dienten die Schiffe wiederum vor allem zur Sicherung der Trägerkampfgruppen. Die totalumgebauten Schiffe der Albany-Klasse konnten dabei außer zur Luftabwehr auch zum Schutz vor Unterwasserangriffen beitragen, und sie wurden vorzugsweise als Flottenflaggschiffe verwendet. Die Artilleriebewaffnung der teilumgebauten Schiffe wurde im Vietnamkrieg weiterhin zum Landzielbeschuss verwendet. Gegen Ende ihrer Dienstzeit war dies die Hauptaufgabe der teilumgebauten Schiffe, da die Flugkörper vom Typ Terrier als veraltet angesehen wurden und die zugehörigen Lenkwaffenanlagen deshalb stillgelegt worden waren.